# 大阪市立長吉小学校

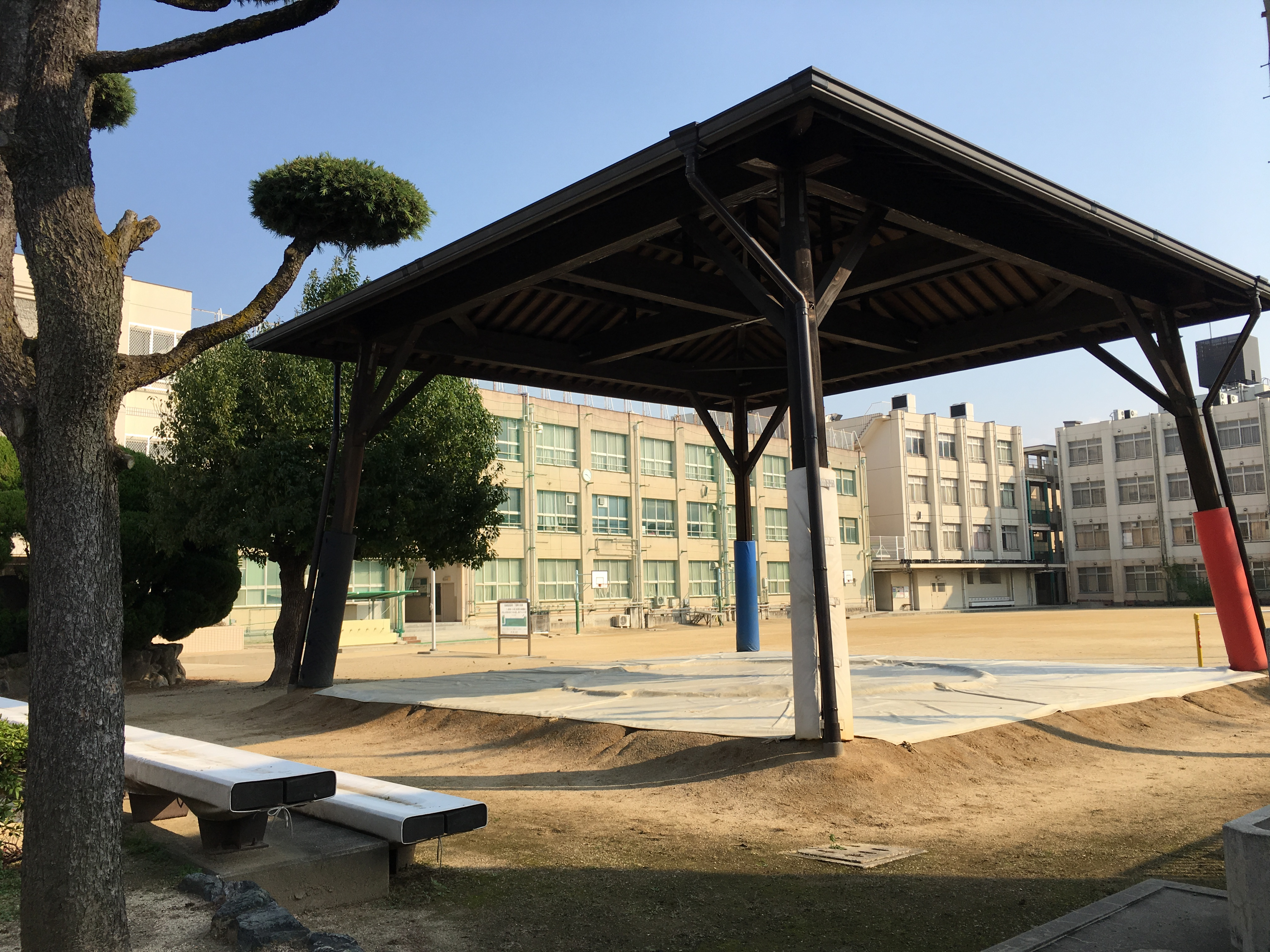
長吉小学校の校庭にある土俵

大阪市立長吉小学校（おおさかしりつ ながよししょうがっこう）は、大阪府大阪市平野区にある公立小学校。

## 概要
大阪市平野区長吉地区ではもっとも古い小学校として、1873年に創立した。1960年代以降、学校周辺が宅地化したことで児童数が急増し、校区を分割して3つの小学校を分離している。
現在は区内で最も児童数が多い。

## 沿革
- 1873年 - 当時の中河内郡の5ヶ村の学校連合により、長原尋常小学校として創立。
- 1909年 - 中河内郡長吉村の成立により、長吉尋常小学校に改編。
- 1941年4月1日 - 中河内郡長吉国民学校へ改称。
- 1947年4月1日 - 学制改革により、長吉村立小学校と改称。
- 1955年4月3日 - 長吉村が大阪市に編入したことに伴い、大阪市立長吉小学校と改称。
- 1964年10月10日 - 分校を開設（現在の大阪市立長吉東小学校）。1年生を収容。
- 1965年4月1日 - 分校が大阪市立長吉東小学校として分離独立。
- 1973年4月1日 - 大阪市立長吉出戸小学校を分離。
- 1979年4月1日 - 大阪市立川辺小学校を分離。

## 交通アクセス
- 地下鉄谷町線 出戸駅 南東約500m

## 主な出身者
- 笑福亭鶴光- 落語家
- 笑福亭鶴瓶- 落語家、タレント
- 藤井萩花- 元ファッションモデル
- 西野七瀬[1]- 元乃木坂46、女優